# Далтон Вілкінс
Далтон Вілкінс (англ. Dalton Wilkins; нар. 15 квітня 1999, Окленд) — новозеландський футболіст, захисник клубу «Істерн Сабарбс».

## Клубна кар'єра
Народився 15 квітня 1999 року в місті Окленд. Вихованець юнацьких команд футбольних клубів «Тім Веллінгтон» та «Окленд Сіті».
У дорослому футболі дебютував 2018 року виступами за команду клубу «Окленд Сіті», але у команді не закріпився і того ж року перейшов у «Істерн Сабарбс». Станом на 20 травня 2019 року відіграв за команду з Окленда 19 матчів в національному чемпіонаті.

## Виступи за збірну
У складі молодіжної збірної Нової Зеландії поїхав з командою на молодіжний чемпіонат світу 2019 року у Польщі.